# Acanthostachys
Acanthostachys ist eine kleine Pflanzengattung in der Unterfamilie Bromelioideae, die zur Familie der Bromeliengewächse (Bromeliaceae) gehört.

## Beschreibung

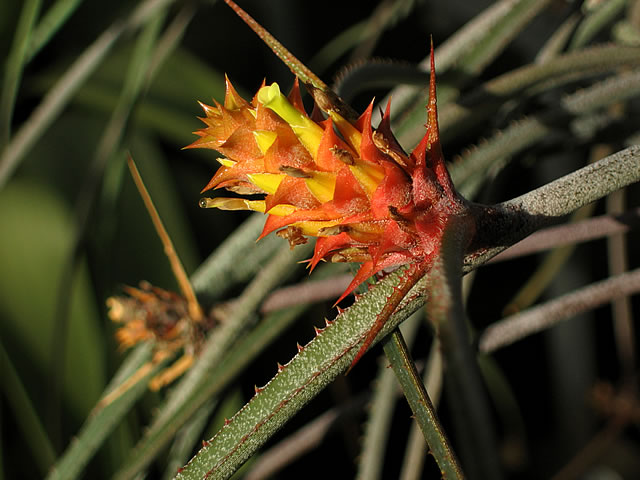
Blütenstand von Acanthostachys strobilacea mit gelben Blüten

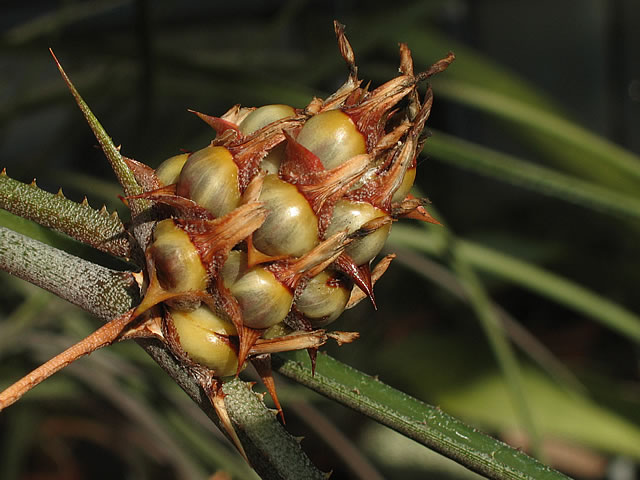
Fruchtstand von Acanthostachys strobilacea, zusammengesetzt aus Beeren

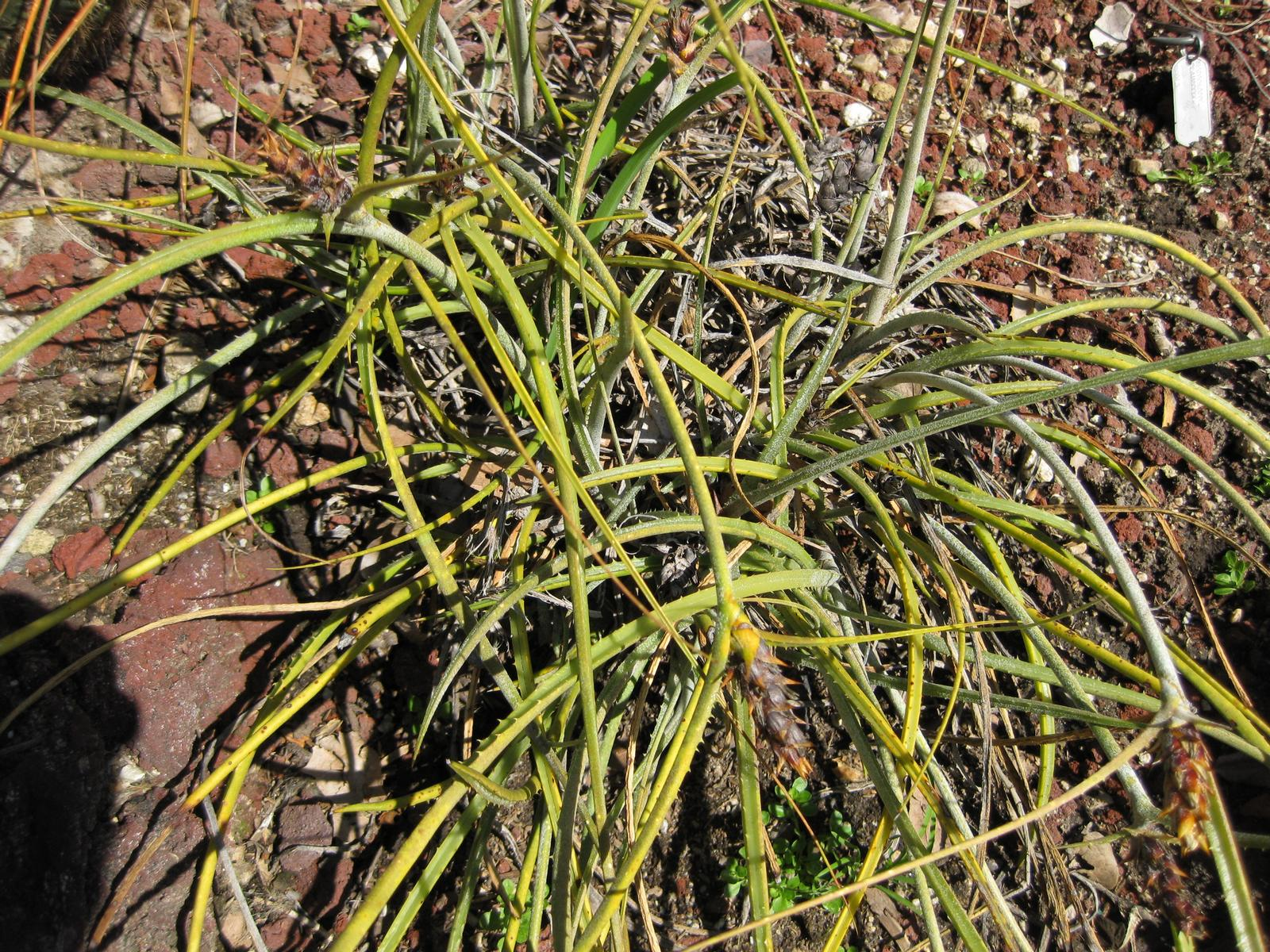
Habitus von Acanthostachys pitcairnioides

Acanthostachys-Arten wachsen aufrecht bis hängend, als relativ kleine, immergrüne, ausdauernde krautige Pflanzen und sind etwas xerophytisch. Sie bilden durch kurze, sparrig abstehende Ausläufer kleine Horste. Sie leben epiphytisch oder terrestrisch.
Wenige derbe, parallelnervige, bis zu 1 Meter lange, schmale Laubblätter sitzen an einer gestauchten Hauptachse locker in einer grundständigen Rosette zusammen. Die Blätter sind durch einen gezähnten Blattrand bewehrt. Die Blätter besitzen mindestens an der Blattunterseite Saugschuppen.
Bei Acanthostachys strobilacea sitzen am aufrechten bis überhängenden Blütenstandsschaft stachelige Blätter, die den Grundblättern ähnlich sind, nur etwas kleiner. Bei Acanthostachys pitcairnioides ist der Blütenstandsschaft sehr kurz. Endständig auf dem Schaft sitzt ein zapfenartiger, kopfiger, allseitswendiger ähriger Blütenstand, der einer Ananas sehr ähnlich sieht, ohne terminalen Blattschopf. Die Blüten sitzen einzeln zwischen den Tragblättern.
Die kleinen Blüten sind radiärsymmetrisch und dreizählig. Die drei Kelchblätter sind frei. Die drei gelben (Acanthostachys strobilacea) oder blauen (Acanthostachys pitcairnioides) Kronblätter sind bis zu ihrer Basis frei. Es sind zwei Kreise mit je drei Staubblättern vorhanden. Drei Fruchtblätter sind zu einem unterständigen Fruchtknoten verwachsen.
Die Blütenformel lautet {\displaystyle \star \;K_{3}\;C_{3}\;A_{3+3}\;G_{\overline {(3)}}}.
Es werden Beeren gebildet, die zu einer Sammelfrucht (= Syncarpium) verwachsen sind; sie ist kleiner als 10 Zentimeter.

## Nutzung
Fast nur Acanthostachys strobilacea befindet sich gelegentlich in Kultur. Sie eignet sich als Zimmerpflanze (auch als Ampelpflanze), da sie sehr einfach zu pflegen ist und relativ klein ist. Da sie sehr robust sind, von den meisten Tieren nicht gefressen werden und völlig ungiftig sind, kann man sie für Terrarien empfehlen. Die Vermehrung erfolgt durch Kindel.
Die kleinen Früchte sind genießbar und schmecken süß.

## Systematik und Verbreitung
Die Gattung Acanthostachys wurde 1841 durch Klotzsch aufgestellt. Der botanische Name der Gattung Acanthostachys leitet sich von den griechischen Worten ákanthos für stachelige Pflanze und stáchys für Ähre ab, also „Stachelährige“ und bezieht sich auf den für Bromeliengewächse ungewöhnlichen Habitus.
Ihre Areale reichen von Brasilien bis Paraguay und Argentinien.
Bei manchen Autoren wird die Gattung Acanthostachys noch als monotypisch angegeben. Es gibt nur zwei Acanthostachys-Arten:
- Acanthostachys pitcairnioides (Mez) Rauh & Barthlott: Sie wurde 1982 erstbeschrieben. Sie besitzt ein kleineres Verbreitungsgebiet in den brasilianischen Bundesstaaten Bahia und Espírito Santo.
- Acanthostachys strobilacea (Schultes f.) Klotzsch (strobilacea für zapfenförmig, Syn.: Acanthostachys exilis Bertoni): Sie gedeiht epiphytisch und lithophytisch in Höhenlagen von 750 bis 800 Metern von Brasilien bis Paraguay und Argentinien.